# Endre Strømsheim
Endre Strømsheim, född 5 september 1997, är en norsk skidskytt.

## Karriär
Strømsheim debuterade i världscupen i skidskytte år 2019. Han tog sin första individuella pallplats (andraplats) i världscupen den 16 december 2023. Han har även en tredjeplats och en seger i världscupen.
Vid världsmästerskapen i skidskytte 2025 tog Strømsheim guld på masstarten. Han ingick även i det norska herrlaget som tog guld på stafetten.